# Skblllz
Skblllz is een gagstrip van de Belgische tekenaar Géri (pseudoniem van Henri Ghion). De gelijknamige hoofdfiguur is een blauw, harig wezentje met een kop en vier poten dat eieren legt.
De strip verscheen in de jaren 1966 tot 1969 in het stripweekblad Tintin. In Nederland verscheen het vanaf 1968 in het blad Pep. In 1981 werden de gags gebundeld tot een album, dat alleen in het Frans verscheen.